# Karen Demirtschjan

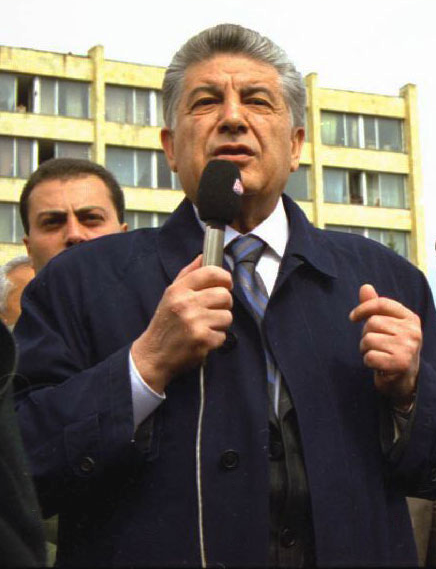
Karen Demirtschjan, (1999)

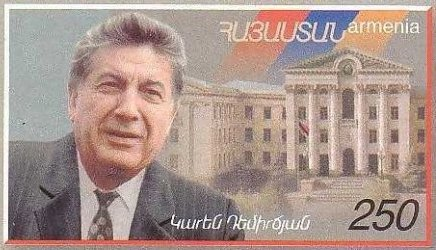
Karen Demirtschjan auf einer Briefmarke der Armenischen Post (2000)

Karen Serobowitsch Demirtschjan (armenisch Կարեն Սերոբի Դեմիրճյան; russisch Карен Серобович Демирчян; * 17. April 1932 in Jerewan; † 27. Oktober 1999 ebenda) war ein Politiker der KPdSU in der Armenischen Sozialistischen Sowjetrepublik sowie später in der Republik Armenien.

## Leben

### Politische Laufbahn in der Armenischem SSR
Karen Demirtschjan wuchs als Waise auf und begann nach dem Schulbesuch 1949 ein Studium der Ingenieurwissenschaften am Polytechnischen Institut Jerewan. Nach der Graduierung begann er 1954 eine Tätigkeit als Ingenieur an einem Forschungsinstitut in Leningrad, kehrte jedoch kurze Zeit später nach Armenien zurück, um dort in einer Elektrotechnischen Fabrik in Jerewan zu arbeiten. Nachdem er 1954 Mitglied der KPdSU wurde, wurde er zugleich auch Parteisekretär der Fabrik.
1959 begann er ein Studium an der Parteihochschule der KPdSU und kehrte nach dem Abschluss des Studiums 1961 nach Armenien zurück, wo er zunächst Chefingenieur und einige Zeit später Direktor der Elektrotechnischen Fabrik Jerewan wurde. 1966 erfolgte seine Ernennung zum Dritten Sekretär der KP von Jerewan, ehe er 1972 Sekretär des Zentralkomitees (ZK) der KP Armeniens wurde.
Am 24. November 1974 wurde er schließlich Erster Sekretär der Kommunistischen Partei in der Armenischen SSR.
Von dieser Funktion wurde er am 21. Mai 1988 vom Politbüro der Kommunistischen Partei der Sowjetunion entbunden, nachdem es ihm nicht gelang, die wachsende Nationalismus- und Souveränitätsbewegungen in Armenien zu bewältigen. Zum anderen ging es bei den Protesten in der Bevölkerung aber auch um Widerstand gegen das Kernkraftwerk Mezamor.
Für seine Verdienste in der Armenischen SSR war er zuvor mehrfach ausgezeichnet worden und erhielt nicht nur den Orden der Oktoberrevolution, sondern auch zwei Mal den Orden des Roten Banners der Arbeit. In den darauffolgenden Jahren zog er sich aus dem politischen Leben zurück.

### Politische Laufbahn in der Republik Armenien
Demirchjan trat erst wieder Mitte 1996 politisch in Erscheinung, als er die Kandidatur von Lewon Ter-Petrosjan bei den Präsidentschaftswahlen am 22. September 1996 unterstützte.
1998 unternahm er dann ein politisches Comeback: Nachdem Ter-Petrosjan im Februar 1998 zum Rücktritt vom Präsidentenamt gezwungen wurde, gehörte er zu den zwölf Kandidaten bei den vorgezogenen Präsidentschaftswahlen und stützte seinen Wahlkampf zum einen auf seine Person, zum anderen erinnerte er die Wähler an den größeren Wohlstand und die annehmbareren Zustände während seiner Amtszeit als Erster Sekretär der KP der Armenischen SSR. Dabei gelang es ihm insbesondere, ärmere Bevölkerungsgruppen anzusprechen, die besonders hart durch die wirtschaftlichen Krisen der Zeit nach der Unabhängigkeit betroffen waren. Dazu führte er aus:
„Es gibt eine Sehnsucht nach einem menschenwürdigen Leben, nicht nach billiger Wurst. Die Menschen erinnern sich an ihre Würde. Wir werden ihnen diese zurückgeben.“
“There is a nostalgia for a dignified life, not cheap sausage. People remember their dignity. We are going to return it to them.”
Bei der Stichwahl für das Amt des Präsidenten unterlag er jedoch dem amtierenden parteilosen Premierminister Robert Kotscharjan. Demirtschjan lehnte es jedoch ab, das Wahlergebnis der Stichwahl anzunehmen und beanspruchte für sich den Wahlsieg. Nach seiner Wahlniederlage gründete er 1998 die Volkspartei und schloss anschließend mit Verteidigungsminister Wasken Sarkissjan, der zugleich Vorsitzender der Republikanischen Partei Armeniens war, ein Wahlbündnis für die bevorstehenden Wahlen zur Armenischen Nationalversammlung (Ազգային ժողով) am 30. Mai 1999.

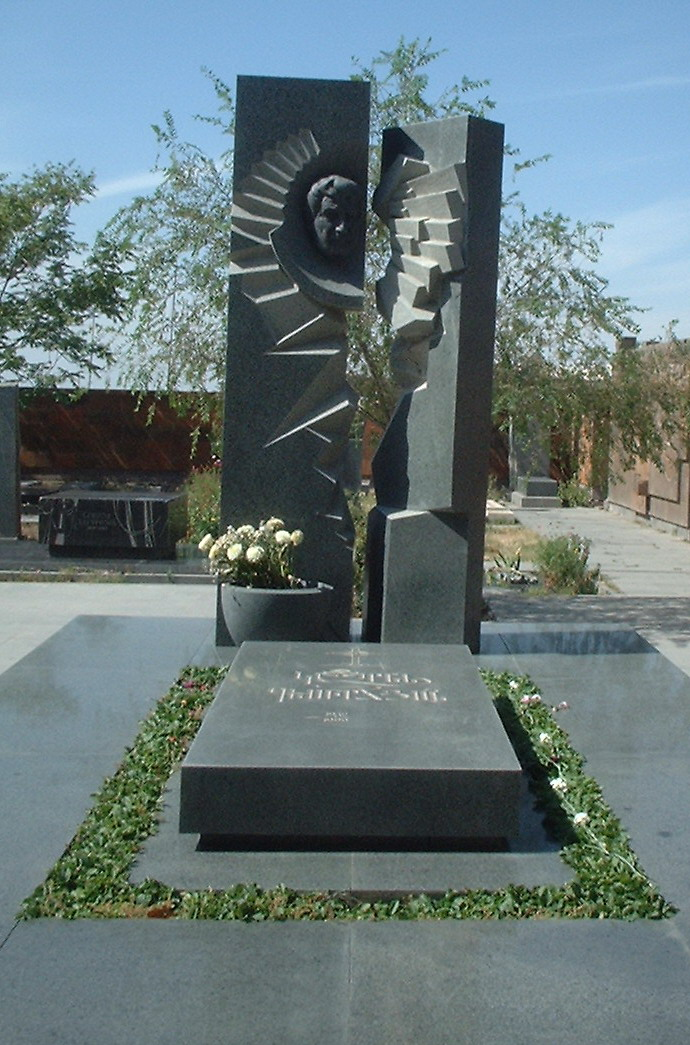
Grab auf dem Komitas Pantheon

Nach dem Wahlsieg dieser Allianz wurde Sarkissjan Premierminister, während Demirtschjan Präsident der Nationalversammlung wurde. Am 27. Oktober 1999 kam er bei einem Attentat im Parlamentsgebäude zusammen mit Sarkissjan sowie einigen Ministern und Abgeordneten ums Leben. Die Hintergründe des Attentates sind bis heute nicht vollständig geklärt, jedoch wird vermutet, dass sie „auf Befehl von oben“ ermordet worden seien: weil sie sich kategorisch jeder Lösung des Karabach-Problems auf der Basis eines Gebietstauschs widersetzt hätten.
Ihm zu Ehren wurde später die Metro Jerewan in Karen-Demirtschjan-Metropoliten Jerewan benannt sowie der Sport- und Konzertkomplex Karen Demirtschjan, in dem unter anderem einige Vorrunden-Spiele der Eishockey-Weltmeisterschaft der Herren 2010 stattfanden.
Sein Sohn Stepan Demirtschjan kandidierte 2003 ebenfalls erfolglos für das Amt des Staatspräsidenten.